# MegaGlest
MegaGlest ist ein Echtzeit-Strategiespiel in 3D-Grafik. Das Spiel wird als freie Software unter der GPL 3 veröffentlicht. Die Spieldaten unterliegen der CC-BY-SA 3.0 Lizenz. Es ging aus dem eingestellten Projekt Glest hervor.

## Spielprinzip
MegaGlest kann im Einzelspieler als auch im Mehrspielermodus gespielt werden. Arbeiter bauen Rohstoffe ab und errichten eine Siedlung. Dort können Krieger ausgebildet werden, mit denen sich das Volk verteidigen kann und neue Gebiete erobern kann. Es stehen über 30 Karten mit unterschiedlichen Schwierigkeitsstufen zur Verfügung. In einen Tutorial werden die Grundzüge erklärt.

## Rezeption
Das Spiel erinnere an die Warcraft-Serie. Es können nun 8 Spieler gegeneinander antreten. Ein Master Server erleichtere das Finden von Spielern. Eine Besonderheit stelle der Fokus auf die Erstellung von Mods mit der MegaGlest Engine dar. Das eingeschlafene Glest werde durch neue Klassen und Verbesserungen gut weiterentwickelt. MegaGlest erinnere etwas an Warcraft III. Das Anvisieren von Feinden auf dem Schlachtfeld sei vereinzelnd störend.